# Championnat de Belgique de football de deuxième division 1969-1970
Navigation
saison précédente saison suivante
Le Championnat de Belgique de football de Division 2 1969-1970 est le 53e du championnat de deuxième niveau national en Belgique. Il oppose 16 équipes, qui s'affrontent deux fois chacune en matches aller-retour. Au terme de la saison, le champion et son dauphin sont promus en Division 1, alors que les deux derniers classés sont relégués en Division 3.
La compétition reste très indécise jusqu'à son terme avec pas moins de 7 prétendants en lice à quelques journées de la fin. Finalement, le K. FC Diest et l'Antwerp finissent à égalité de points. Les Brabançons sont sacrés pour avoir obtenu une victoire de plus. Ils remontent en Division 1, cinq ans après l'avoir quittée. Le purgatoire se termine après deux saisons pour le « Great Old ». Relégué de l'élite, le Daring échoue, de peu, à la 3e place. Le vénérable « matricule 2 » ne se rapprochera plus jamais autant de la plus haute division. 
À l'autre extrémité du tableau, la cause est rapidement entendue pour le Racing Tournai qui ne remporte que deux rencontres ! Pour la deuxième saison consécutive, Verviers sauve sa peau de justesse, cette fois au détriment du Patro Eisden.

## Clubs participants
Seize clubs prennent part à cette édition, soit le même nombre que lors de la saison précédente.
Les matricules en gras indiquent les clubs qui existent toujours en 2012, les autres ont disparu.
| #  | Nom                                       | Mat. | Ville           | Stades            | En D2 depuis    | Total en D2 | Saison précéd.  |
| -- | ----------------------------------------- | ---- | --------------- | ----------------- | --------------- | ----------- | --------------- |
| 1  | Royal Daring Club de Bruxelles            | 2    | Molenbeek       | Oscar Bossaert    | 1969-1970 (1er) | 11 saisons  | Division 1, 16e |
| 2  | Royal Football Club Malinois              | 25   | Malines         | achter de Kazerne | 1969-1970 (1er) | 20 saisons  | Division 1, 15e |
| 3  | Royal Antwerp Football Club               | 1    | Deurne          | Bosuil            | 1968-1969 (2e)  | 2 saisons   | 12e             |
| 4  | Royal Club sportif Verviétois             | 8    | Verviers        | de Bielmont       | 1961-1962 (9e)  | 30 saisons  | 14e             |
| 5  | Koninklijke Sportvereniging Cercle Bruges | 12   | Bruges          | Edgard De Smedt   | 1968-1969 (2e)  | 15 saisons  | 4e              |
| 6  | Royal Tilleur Football Club               | 21   | Tilleur         | de Buraufosse     | 1967-1968 (3e)  | 32 saisons  | 9e              |
| 7  | Koninklijke Berchem Sport                 | 28   | Berchem         | Het Rooi          | 1966-1967 (4e)  | 16 saisons  | 6e              |
| 8  | Royal Racing Club Tournaisien             | 36   | Tournai         | Drève de Maire    | 1967-1968 (3e)  | 17 saisons  | 11e             |
| 9  | Koninklijke Football Club Diest           | 41   | Diest           | Het Rooi          | 1965-1966 (5e)  | 9 saisons   | 7e              |
| 10 | Koninklijke Sint-Niklaasse Sportkring     | 221  | St-Nicolas/Waas | Puyenbeke         | 1964-1965 (6e)  | 23 saisons  | 13e             |
| 11 | Koninklijke Football Club Turnhout        | 148  | Turnhout        | Villapark         | 1967-1968 (2e)  | 32 saisons  | 8e              |
| 12 | Royal Olympic Club Charleroi              | 246  | Montignies s/S. | de La Neuville    | 1968-1969 (2e)  | 8 saisons   | 5e              |
| 13 | K Waterschei SV THOR Genk                 | 553  | Genk            | André Dumont      | 1964-1965 (6e)  | 19 saisons  | 3e              |
| 14 | Patro Eisden                              | 3434 | Eisden          | ??                | 1961-1962 (9e)  | 9 saisons   | 10e             |
| 15 | Koninklijke Racing Club Mechelen          | 24   | Malines         | O. Van Kesbeeck   | 1969-1970 (1er) | 20 saisons  | 1er Division 3A |
| 16 | Koninklijke Sport Verniging Sottegem      | 225  | Zottegem        | Stedelijke        | 1969-1970 (1er) | 1 saison    | 1er Division 3B |

### Localisation
| \| CS Brugeois St-Nicolas Zottegem Antwerp FC Berchem Sp. Turnhout FC Malinois RC Mechelen Daring Diest Waterschei P. Eisden Tilleur Verviers Olympic RC Tournai \| Localisation des clubs engagés en Division 2 1969-1970 |
| CS Brugeois St-Nicolas Zottegem Antwerp FC Berchem Sp. Turnhout FC Malinois RC Mechelen Daring Diest Waterschei P. Eisden Tilleur Verviers Olympic RC Tournai                                                              |

## Classements et résultats
- Le nom des clubs est celui employé à l'époque

Légende
- Champion et promu en Division 1 la saison suivante
- Promu en Division 1 la saison suivante
- clubs relégués en Division 3 la saison suivante

Abréviations
 : Relégué de Division 1
 : Promu de Division 3

### Classement final
| Rang | Équipe                     | Pts | J  | G  | N  | P  | Bp | Bc | Diff |
| ---- | -------------------------- | --- | -- | -- | -- | -- | -- | -- | ---- |
| 1    | K. FC DIEST                | 39  | 30 | 17 | 5  | 8  | 58 | 33 | +25  |
| 2    | R. Antwerp FC              | 39  | 30 | 16 | 7  | 7  | 33 | 25 | +8   |
| 3    | R. Daring CB               | 37  | 30 | 16 | 5  | 9  | 49 | 29 | +20  |
| 4    | K. Berchem Sport           | 36  | 30 | 15 | 6  | 9  | 49 | 36 | +13  |
| 5    | K. FC Turnhout             | 36  | 30 | 13 | 10 | 7  | 27 | 21 | +6   |
| 6    | K. SV Cercle Brugge        | 35  | 30 | 15 | 5  | 10 | 32 | 33 | -1   |
| 7    | K. Waterschei SV Thor Genk | 35  | 30 | 12 | 11 | 7  | 32 | 23 | +9   |
| 8    | R. Olympic CC              | 31  | 30 | 13 | 5  | 12 | 34 | 31 | +3   |
| 9    | K. FC Malinois             | 30  | 30 | 10 | 10 | 10 | 51 | 35 | +16  |
| 10   | K. RC Mechelen             | 28  | 30 | 12 | 4  | 14 | 42 | 39 | +3   |
| 11   | K. SV Sottegem             | 27  | 30 | 10 | 7  | 13 | 29 | 42 | -13  |
| 12   | R. Tilleur FC              | 26  | 30 | 10 | 6  | 14 | 41 | 39 | +2   |
| 13   | K. Sint-Niklaasse SK       | 26  | 30 | 9  | 8  | 13 | 29 | 41 | -12  |
| 14   | R. CS Verviétois           | 25  | 30 | 8  | 9  | 13 | 26 | 33 | -7   |
| 15   | Patro Eisden               | 23  | 30 | 7  | 9  | 14 | 32 | 48 | -16  |
| 16   | R. RC Tournaisien          | 7   | 30 | 2  | 3  | 25 | 14 | 70 | -56  |

### Leadeur du classement journée par journée
La « ligne du temps » ci-dessous renseigne le premier du classement « à la fin des journées effectives » et « ce chronologiquement par rapport au plus grand nombre de parties jouées ». Concrètement cela signifie l'équipe totalisant le plus de points quant au moins une formation a disputé le nombre de journées en question, que ce leadeur ait ou pas joué ce nombre de matches. Cela essentiellement en cas de remises partielles ou de rencontres décalées.
- En cas d'égalité de points et de victoires, le leadeur donné est l'équipe ayant la meilleure différence de buts, même si pour rappel ce critère n'est pas pris en compte pour départager les formations en cas de montée ou descente.

- NOTE: Le Cercle de Bruges est indiqué leadeur concernant la 17e journée à la suite de sa victoire (1-0) contre le RC Tournai,  le 4 janvier 1970, lors de la journée « 17 », tronquée de 5 matches remis. Mais on doit à la vérité de préciser que le 28 décembre 1969, alors qu'étaient joués les deux matches d'alignement remis des 7e et 13e journées, eut lieu aussi la rencontre « Antwerp-Berchem » normalement prévue pour la 18e journée le 11 janvier 1970. Vainqueurs (0-2), les Jaunes et Noirs de Berchem se retrouvèrent avec 20 points et 9 victoires, soit à la première place du classement, qu'ils conservèrent jusqu'aux matches disputés le 4 janvier.

#### Résultats des rencontres
Avec seize clubs engagés, 240 matches sont au programme de la saison.
| Résultats (▼dom., ►ext.)                                   | ANT | BSP | CSB | DAR | DIE | MAL | RCM | OLY | PAT | STN | SOT | TIL | TOU | TUR | VER | WAT |
| R. Antwerp FC                                              |     | 0-2 | 0-0 | 2-0 | 4-1 | 0-0 | 2-2 | 1-0 | 2-0 | 2-1 | 0-1 | 1-0 | 4-0 | 2-1 | 1-1 | 0-0 |
| K. Berchem Sport                                           | 0-1 |     | 2-1 | 2-3 | 0-2 | 2-3 | 3-2 | 2-1 | 1-1 | 0-0 | 2-0 | 1-0 | 4-0 | 1-2 | 1-0 | 4-1 |
| K. SV Cercle Brugge                                        | 2-0 | 1-2 |     | 1-0 | 2-1 | 4-2 | 2-1 | 2-0 | 2-1 | 1-0 | 2-0 | 0-0 | 1-0 | 0-0 | 2-1 | 0-1 |
| R. Daring CB                                               | 0-1 | 2-1 | 5-0 |     | 2-1 | 1-0 | 3-1 | 1-1 | 4-1 | 1-2 | 3-0 | 4-1 | 3-0 | 2-0 | 1-0 | 0-0 |
| K. FC Diest                                                | 4-0 | 2-3 | 2-1 | 2-1 |     | 2-1 | 2-1 | 0-0 | 5-0 | 4-1 | 2-0 | 3-0 | 2-0 | 1-1 | 0-0 | 0-1 |
| K. FC Malinois                                             | 1-0 | 1-1 | 5-1 | 2-2 | 4-1 |     | 0-0 | 2-0 | 0-0 | 1-1 | 4-2 | 2-2 | 4-0 | 2-2 | 3-0 | 0-0 |
| K. RC Mechelen                                             | 0-1 | 3-0 | 2-1 | 3-1 | 2-4 | 1-0 |     | 1-3 | 3-4 | 4-0 | 3-0 | 2-1 | 3-1 | 0-1 | 1-0 | 1-1 |
| R. Olympic CC                                              | 0-1 | 3-2 | 2-3 | 1-0 | 1-3 | 1-0 | 1-0 |     | 2-0 | 0-1 | 1-2 | 3-0 | 2-1 | 2-0 | 0-0 | 1-0 |
| Patro Eisden                                               | 3-0 | 1-1 | 0-0 | 0-1 | 2-1 | 2-1 | 1-0 | 0-2 |     | 0-2 | 1-2 | 3-1 | 5-5 | 1-1 | 0-2 | 1-1 |
| K. St-Niklaasse SK                                         | 0-0 | 0-2 | 0-1 | 0-0 | 1-2 | 1-3 | 0-0 | 3-1 | 1-0 |     | 1-0 | 1-1 | 5-1 | 0-1 | 2-0 | 2-2 |
| K. SV Sottegem                                             | 1-2 | 1-3 | 0-0 | 0-0 | 1-1 | 2-1 | 1-3 | 1-2 | 3-1 | 2-1 |     | 2-1 | 0-0 | 2-0 | 1-1 | 0-1 |
| R. Tilleur FC                                              | 0-1 | 3-3 | 3-0 | 0-1 | 2-3 | 3-1 | 3-0 | 1-0 | 1-1 | 5-2 | 1-2 |     | 4-0 | 3-0 | 1-0 | 1-0 |
| R. RC Tournaisien                                          | 1-2 | 0-2 | 0-1 | 0-2 | 0-4 | 0-2 | 0-1 | 0-2 | 0-2 | 0-2 | 0-0 | 1-0 |     | 0-1 | 2-1 | 0-3 |
| K. FC Turnhout                                             | 2-0 | 1-1 | 1-0 | 2-0 | 0-1 | 1-0 | 2-1 | 1-1 | 0-0 | 0-0 | 4-0 | 1-0 | 1-0 |     | 0-0 | 1-0 |
| R. CS Verviétois                                           | 1-2 | 1-0 | 1-0 | 2-4 | 1-1 | 3-2 | 0-1 | 1-1 | 2-1 | 2-1 | 1-1 | 1-3 | 3-0 | 1-0 |     | 0-1 |
| K. Waterschei SV THOR                                      | 1-1 | 0-1 | 1-2 | 3-2 | 2-0 | 2-2 | 1-0 | 2-0 | 2-0 | 2-0 | 0-2 | 0-0 | 4-2 | 0-0 | 0-0 |     |
| - Victoire à domicile - Match nul - Victoire à l'extérieur |     |     |     |     |     |     |     |     |     |     |     |     |     |     |     |     |

### Résumé
THOR Waterschei prend le meilleur départ avec 8 points sur 10 (défaite 1-0 à Turnhout). Les Limbourgeois sont suivis à une unité du « Club Malinois » qui descend de « D1 », du Cercle de Bruges et du FC Turnhout. Le Racing de Malines (3), le Patro Eisden (2) et le RC Tournaisien (0). Le Daring CB, qui descend de l'élite, connaît une entame catastrophique avec trois défaites (à Waterschei, contre St-Nicolas/Waas et à l'Olympic de Charleroi). Les « Rouges et Noirs » se reprennent ensuite avec cinq victoires consécutives, dont la première, acquise contre le Cercle de Bruges, est spectaculaire (5-0), mais les points perdus d'entrée vont se payer très cher lors du décompte final. À noter que lors de la 7e journée, la rencontre « Waterschei-Olympic » est reportée et reprogrammée après la 16e journée. À la suite de cette remise, le Cercle de Bruges se retrouve avec le plus de points.
Après 10 journées, le Cercle de Bruges occupe seul la tête avec 16 unités. Le matricule 12 devance Waterschei, le FC Malinois, l'Olympic, Turnhout et Verviers de quatre points. Le Daring, Tilleur et l'Antwerp composent le trio distancé de 6 longueurs. Six formations sont ensuite groupées sur 2 points alors que le RC Tournai est lanterne rouge avec un seul point (0-0 contre Sottegem lors de la 6e journée). Sur la fin du premier tour, on note la remise du match « Verviers-Cercle de Bruges » lors de la 13e journée. Cette partie est aussi re-planifiée avant la journée n°16.
Signalons qu'au terme de la 11e journée, la lutte pour éviter les sièges basculants vers la « D3 » concernent, outre Tournai, un quatuor composé de St-Nicolas/Waas, Sottegem, le Patro Eisden et...le FC Diest. Ces formations ont 9 points.

#### Écarts réduits
La compétition reste particulièrement indécise. Le Cercle de Bruges a semblé prendre les commandes et dominer mais il n'a pas su creuser l'écart. Au contraire, à l'issue de la 15e journée, il doit partager la première place avec l'Olympic de Charleroi. Les « Dogues » sont même devant à la « différence de buts ». Quinze des seize formations sont groupées en l'espace de 7 points. Si bien que rapidement, à l'exemple de Diest, un club qui fait partie du groupe « des menacés » peut se retrouver avec ceux jouant le titre. Modeste 12e après la journée n°11, le club brabançon pointe à la 4e place à peine un mois plus tard.
| Classement le 14 décembre 1969 |                   |    |    |   |   |    |                 |    |    |   |   |     |               |    |    |   |   |     |                 |    |    |   |
| P                              | Clubs             | J  | P  | V |   | P  | Clubs           | J  | P  | V |   | P   | Clubs         | J  | P  | V |   | P   | Clubs           | J  | P  | V |
| 1.                             | Olympic Charleroi | 14 | 19 | 8 | X | 5. | Berchem Sport   | 15 | 16 | 7 | X | 9.  | Daring CB     | 15 | 15 | 7 | X | 13. | Patro Eisden    | 15 | 13 | 5 |
| 2.                             | Cercle Brugge     | 14 | 19 | 8 | X | 6. | FC Malinois     | 15 | 16 | 7 | X | 10. | RC Mechelen   | 15 | 15 | 6 | X | 13. | St-Niklaasse SK | 15 | 13 | 5 |
| 3.                             | FC Turnhout       | 15 | 19 | 7 | X | 7. | FC Antwerp      | 15 | 16 | 6 | X | 11. | FC Tilleur    | 15 | 14 | 6 | X | 15. | SV Sottegem     | 15 | 12 | 4 |
| 4.                             | FC Diest          | 15 | 17 | 7 | X | 7. | THOR Waterschei | 14 | 16 | 6 | X | 12. | CS Verviétois | 14 | 14 | 4 | X | 16. | RC Tournaisien  | 15 | 1  | 0 |

Il est évident qu'avec un classement aussi serré la moindre « mauvaise passe » peut s'avérer fatale et enterrer tout espoir. La 16e journée programme un double choc entre les quatre premiers. L'Olympic partage (0-0) à Diest pendant que le Cercle Bruges se fait battre (1-0) à Turnhout. On a donc un trio à stricte égalité à la première place: 20 points 8 victoires. Pour le cercle campinois, c'est le 8e match consécutif sans concéder le moindre but dans son Villapark.

#### Nombreuses remises partielles
La suite du programme doit, en principe réaligner les équipes en termes de « matches joués » avec les deux rencontres remises en leur temps. Le Cercle Bruges s'incline (1-0) au CS Verviétois alors que l'Olympic est battu à Waterschei (2-0). Statu quo en tête et suspense accru. Mais la météo s'en mêle et la programmation s'en trouve décousue. Il n'y a que trois rencontres de la 17e journée qui sont disputées et cinq de la suivante. Avant que les matches reportés ne soient tous joués, d'autres remises laissent les classements avec des « incertitudes ». Le réalignement parfait n'a lieu qu'avant les deux dernières journées. Notons que pendant les cinq rencontres jouées le 11 janvier 1970 dans le cadre de la 18e journée, le RC Tournai remporte sa première victoire (1-0) lors de la venue de Tilleur à la « Drève de Maire ».
Les journées « 19 »-« 20 »-« 21 » sont disputées intégralement à leur date prévue. Lors de la 19e journée, Diest s'impose (2-1) contre le Cercle de Bruges. Les pensionnaires de la Warande reviennent à hauteur de leur victime et passent devant à la différence de buts. Les principaux reculs enregistrés sont ceux du FC Malinois (2 sur 8) et de l'Olympic Charleroi (4 défaites consécutives). Mais ces deux clubs n'ont encore joués que 19 rencontres.
| Positions le 1er février 1970 |                   |       |       |       |     |     |     |          |                |          |          |          |
| Top 6                         | Top 6             | Top 6 | Top 6 | Top 6 | ... | ... | ... | Bottom 6 | Bottom 6       | Bottom 6 | Bottom 6 | Bottom 6 |
| P                             | Clubs             | J     | P     | V     |     |     |     | P        | Clubs          | J        | P        | V        |
| 1.                            | FC Diest          | 20    | 26    | 11    | X   | ... | X   | 11.      | Daring CB      | 19       | 19       | 8        |
| 2.                            | Cercle Brugge     | 21    | 26    | 11    | X   | ... | X   | 12.      | SV Sottegem    | 20       | 19       | 7        |
| 3.                            | Berchem Sport     | 21    | 23    | 9     | X   | ... | X   | 13.      | FC Malinois    | 19       | 18       | 7        |
| 4.                            | THOR Waterschei   | 19    | 23    | 8     | X   | ... | X   | 14.      | FC Tilleur     | 21       | 17       | 7        |
| 5.                            | FC Turnhout       | 19    | 22    | 8     | X   | ... | X   | 15.      | Patro Eisden   | 20       | 16       | 6        |
| 6.                            | Olympic Charleroi | 19    | 21    | 7     | X   | ... | X   | 16.      | RC Tournaisien | 21       | 6        | 2        |

La 22e journée est amputée de la rencontre « Olympic-Waterschei », mais la 23e n'est jouée qu'à moitié (4 parties). Diest s'impose deux fois et confirme sa position de leadeur.

#### L'incertitude persiste
Les matches reporté de la 17e journée sont joués le 22 février 1970, avec comme résultat le plus notable, la défaite de Diest à Waterschei (2-0). La 24e journée se déroule normalement, il n'y a que cinq rencontres qui se déroulent pour la suivante. En plus du calendrier décousu par les remises, l'irrégularité de nombreuses formations laisse persister une incertitude conséquente sur l'issue de ce championnat. Les positions ne peuvent être totalement figées en raison du nombre épars de matches joués. au soir de la 25e journée, il n'y a en fait que... 4 clubs qui ont réellement prestés 25 rencontres. Le Daring CB et l'Antwerp sont revenus se positionner en ordre utile pour lutter pour les places montantes. Dans les rencontres de la 25e journée qui sont jouées, un résultat passe encore relativement inaperçu, mais s'avère plus tard décisif: au Bosuil, le « Great Old anversois » bat son homologue bruxellois du Daring (2-0). Par contre, dans le flot d'incertitude, la victoire de Tilleur contre le Cercle de Bruges (3-0) provoque la première décision: Le RC Tournaision est mathématiquement relégué. Le matricule 36 ne peut plus atteindre que le total de 18 points et le premier sauvé en compte 20. Le club quitte définitivement la Division 2. Il n'y revient plus avant sa disparition dans la fusion formant l'actuel R. FC Tournai.
| Classement le 8 mars 1970 |               |    |    |    |   |    |                 |    |    |    |   |     |                   |    |    |    |   |     |                |    |    |   |
| P                         | Clubs         | J  | P  | V  |   | P  | Clubs           | J  | P  | V  |   | P   | Clubs             | J  | P  | V  |   | P   | Clubs          | J  | P  | V |
| 1.                        | FC Diest      | 25 | 33 | 14 | X | 5. | Daring CB       | 24 | 26 | 11 | X | 9.  | Olympic Charleroi | 23 | 24 | 10 | X | 13. | CS Verviétois  | 24 | 21 | 8 |
| 2.                        | Cercle Brugge | 24 | 29 | 12 | X | 6. | FC Turnhout     | 23 | 26 | 9  | X | 10. | St-Niklaasse SK   | 25 | 23 | 8  | X | 14. | FC Tilleur     | 24 | 20 | 8 |
| 3.                        | Berchem Sport | 25 | 28 | 11 | X | 7. | RC Mechelen     | 25 | 25 | 11 | X | 11. | SV Sottegem       | 23 | 23 | 8  | X | 15. | Patro Eisden   | 22 | 18 | 6 |
| 4.                        | Antwerp FC    | 23 | 28 | 11 | X | 7. | THOR Waterschei | 21 | 25 | 9  | X | 12. | FC Malinois       | 22 | 22 | 8  | X | 16. | RC Tournaisien | 24 | 6  | 2 |

Les journées « n°26 » et « n°27 » mais entre elles ont lieu 7 rencontres remises précédemment. Diest (35) reste  en tête mais sent revenir l'Antwerp (34) où il est allé s'incliner (4-1). Dans le bas du classement, le Patro Eisden ne prend qu'un point sur quatre (1-1 dans le derby limbourgeois contre Waterschei) alors que Tilleur emmagasine 3 unités (0-0 à Waterschei et victoire 3-1 contre le « Club Malinois »). Lors de la 27e journée, Diest est sèchement battu (4-1) à l'Antwerp. Le suspense reste entier pour l'attribution des places montantes. Auteur d'un partage spectaculaire (5-5) contre Tournai, dans un match d'alignement joué avant la « journée 28 », le Patro Esiden n'est pas éliminé mathématiquement mais voit sa tâche sérieusement compliquée.
| Top 8, le 8 avril 1970 |               |    |    |    |   |    |                   |    |    |    |
| P                      | Clubs         | J  | P  | V  |   | P  | Clubs             | J  | P  | V  |
| 1.                     | FC Diest      | 27 | 35 | 15 | X | 5. | THOR Waterschei   | 26 | 32 | 11 |
| 2.                     | Antwerp FC    | 27 | 34 | 14 | X | 6. | Cercle Brugge     | 27 | 31 | 13 |
| 3.                     | Berchem Sport | 27 | 32 | 13 | X | 6. | Daring CB         | 27 | 31 | 13 |
| 4.                     | FC Turnhout   | 27 | 32 | 11 | X | 8. | Olympic Charleroi | 26 | 28 | 11 |

#### Sprint final
La 28e journée voit les deux leadeurs assurer leurs positions. L'Antwerp (36) va s'imposer à l'Olympic (0-1) alors que Diest (37) repousse Tournai (2-0). Berchem Sport (34) reste mathématiquement dans la course au titre en allant s'imposer à Waterschei (0-1). Le Cercle de Bruges (33) repousse Verviers (2-0) et le Daring (33) reçoit et bat (2-0) Turnhout (32). Dans la lutte pour le maintien, le Patro Eisden va partager à Tilleur (1-1) et revient à un point de Verviers.
Éliminés de toute prétention à la suite de sa défaite contre l'Antwerp, les Dogues gagnent pour l'honneur leur match d'alignement contre THOR Waterschei (1-0). Une défaite qui enlève toute possibilité de montée aux « Thorians » qui ont trop de victoires de retard sur le deuxième classé.
Diest (4-1 contre St-Nicolas/Waas) et l'Antwerp (1-0 contre Tilleur) ne tremblent pas lors de l'avant-dernière journée. Leur victoire respectives éliminent mathématiquent tous leurs rivaux, excepté Berchem qui a battu le Cercle de Bruges (2-1) et qui peut encore forcer un test-match contre le « Great Old ». Le Daring CB va s'imposer (0-1) au Patro Eisden. Le succès est inutile pour les « Daringmen » qui avec leur 35 points ne peuvent plus dépasser l'Antwerp (38). Le « Patro » se retrouve à deux points de Verviers qui est allé chercher un point (1-1) à Sottegem. Seul un test-match peu encore sauver les Mauves limbourgeois.
Les dernières décisions tombent lors de la 30e journée. Berchem battu (1-0) à Verviers n'est donc pas en mesure de décrocher la deuxième place montante, alors que les « Béliers » assurent leur maintien sans se préoccuper d'Eisden (qui est allé gagner (3-4) au Racing de Malines). Le FC Diest est battu au Daring (2-1), mais remporte le titre car l'Antwerp est tenu en échec (1-1) à Waterschei. Les « Daringmen », en dépit du fait qu'ils signent ainsi leur deuxième série de cinq succès consécutifs, échouent à deux points d'un retour en « Division 1 » et paient donc très cher leur « 0 sur 6 » des trois journées initiales en septembre précédent. Le vénérable « matricule 2 » ne s'approchera plus jamais aussi près d'une remontée vers l'élite nationale. Trois ans plus tard, il disparaît dans la fusion donnant naissance au RWDM, premier du nom.

## Récapitulatif de la saison
- Champion: (titre en D2)
  - 2e promu:

- XXXème titre de D2 pour la

| Région flamande (0)             | Région flamande (0) | Province de Brabant (0)      | Province de Brabant (0) | Région wallonne (0)    | Région wallonne (0) |
| ------------------------------- | ------------------- | ---------------------------- | ----------------------- | ---------------------- | ------------------- |
| Province d'Anvers               | 0                   | Région de Bruxelles-Capitale | 0                       | Province de Hainaut    | 0                   |
| Province de Flandre-Occidentale | 0                   | Province du Brabant flamand  | 0                       | Province de Liège      | 0                   |
| Province de Flandre-Orientale   | 0                   | Province du Brabant wallon   | 0                       | Province de Luxembourg | 0                   |
| Province de Limbourg            | 0                   |                              |                         | Province de Namur      | 0                   |

1. ↑  Au niveau footballistique, la province de Brabant est toujours unitaire malgré sa partition territoriale en 1995.

## Débuts en D2
Un club évolue pour la toute première fois de son Histoire au 2e étage national du football belge. Il est le 106e club différent à atteindre ce niveau.
- K. SV Sottegen 12e club flandrien oriental différent à atteindre ce niveau.

## Changements d'appellation
- Après la fin de la saison, le R. Daring Club de Bruxelles, porteur du matricule 2, change son appellation officielle et devient le Royal Daring Club de Molenbeek.
- Après la fin de la saison, le R. FC Malinois, porteur du matricule 25, change son appellation officielle et devient le Koninklijke Voetbalclub Mechelen.